# Poudreuse

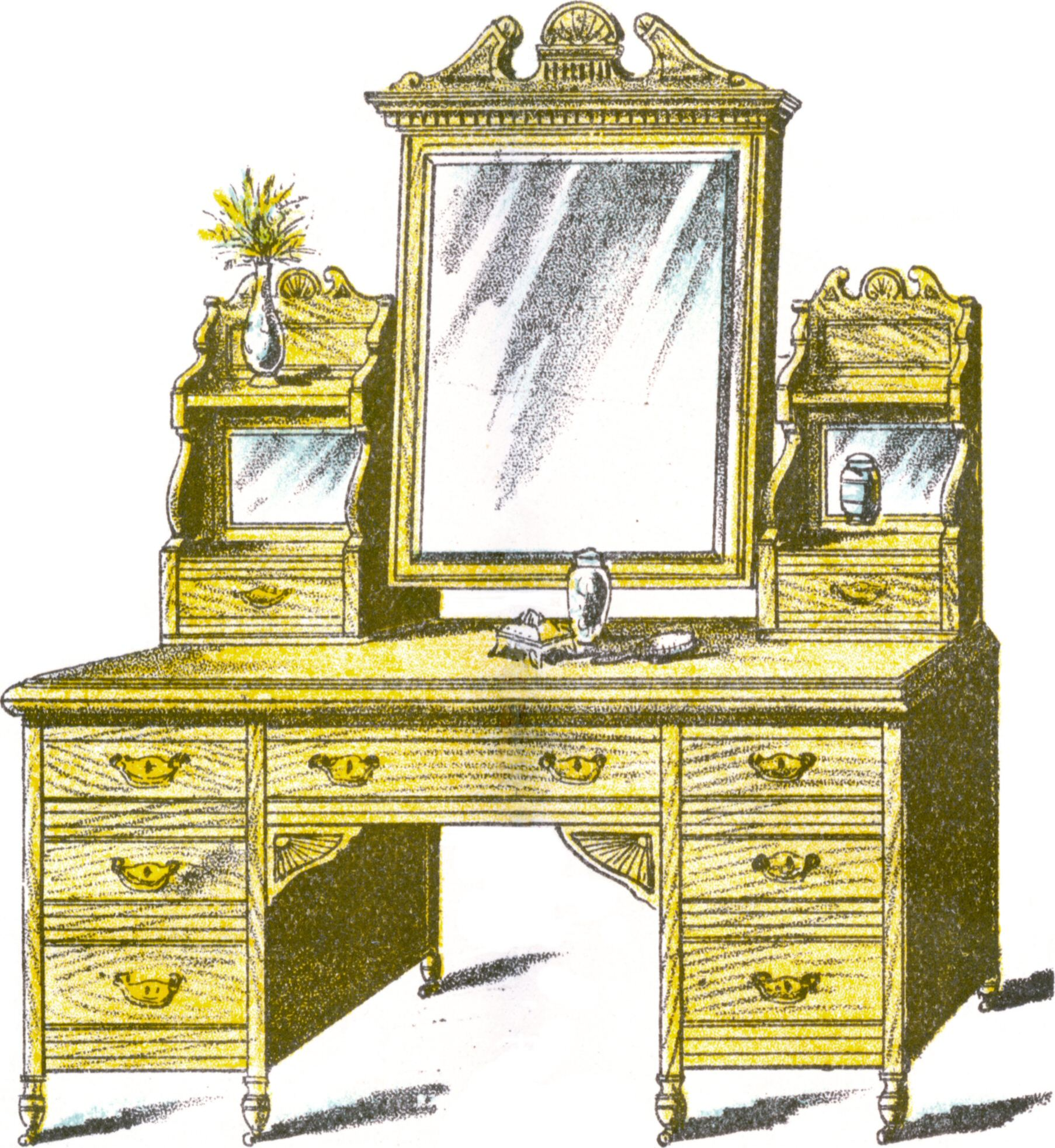
Poudrese 1886

Poudreuse lub pudreza – odmiana toaletki, która pojawiła się w XVII w. i była w użyciu przez cały wiek XVIII. 
Mebel ten występował najczęściej w formie prostokątnego stolika z rozkładanym na boki blatem i odkładanym lustrem w środkowej części oraz z licznymi szufladkami i przegródkami. Służył do przechowywania przyborów do pudrowania twarzy oraz powszechnie używanych w tym okresie białych peruk. 